# Istočno Sarajevo
Istočno Sarajevo je jedan od dvadeset i pet službenih gradova u Bosni i Hercegovini. 
Dio je Sarajeva koji je pao pod Republiku Srpsku te mu je promijenjeno u Srpsko Sarajevo. Odlukom Ustavnog suda BiH taj naziv proglašen neustavanim i diskriminatorskim prema Bošnjacima, Hrvatima i ostalim građanima koji nisu srpske nacionalnosti, jer je u svom nazivu sadržavao odrednicu "srpski". Potom je preimenovan u Istočno Sarajevo. Nalazi se u istočnom dijelu Bosne i sastoji se od šest općina, među kojima su također i općine koje su prema odluci Ustavnog suda BiH izgubile odrednicu "srpski". Istočno Sarajevo je nastalo tijekom rata u Bosni i Hercegovini od općina i područja u okolini Sarajeva, koje su prema Daytonskom sporazumu pripale Republici Srpskoj.

## Zemljopis
Istočno Sarajevo se nalazi u zemljopisnom središtu Bosne i Hercegovine, a na njegovom teritoriju se nalaze planine Jahorina i Trebević.
Najvažniji riječni tokovi su Paljanska i Mokranjska Miljacka, koje, kod mjesta Bulozi čine jedinstveno korito rijeke Miljacke; Prača, koja izvire ispod padina Jahorine na 1462 m nadomorske visine i Željeznica s izvorom ispod planine Treskavice.

## Povijest
Tijekom agresije na Republiku Bosnu i Hercegovinu, od 1992. do 1995. godine, Pale su bile privremena prijestolnica Republike Srpske. Tu su se nalazile političke i pravne institucije: Vlada i njezini organi, Skupština Republike Srpske i dr. U isto vrijeme tu su se nalazile novinska agencija SRNA, Televizijski studio KANAL S, novine "Javnost" i "Ognjišta".
Prva civilna vlast na teritoriji Istočnog Sarajeva formirana je na skupštinskoj sjednici u zgradi Mjesne zajednice Lukavica potkraj ljeta 1992. godine. U organizaciji Povjereništva Srpske općine Novo Sarajevo, na čijem je čelu bio predsjednik Predsjedništva Republike Srpske dr. Dragan Đokanović, održana je Skupština Općine Srpsko Novo Sarajevo koju su činili odbornici srpske nacionalnosti Skupštine, predratne sarajevske općine Novo Sarajevo. Pozvani vijećnici, izabrani su na višečlanačkim izborima 1990. godine, odabrali su ih općinski Izvršni odbor, a prvi predsjednik Izvršnog odbora postao je Branko Radan.
Rat u Bosni i Hercegovini završen je potpisivanjem Daytonskog sporazuma, 14. prosinca 1995. godine, kada je iscrpljenim akterima sukoba konačno dana mogućnost da svoje međusobne nesuglasice riješe demokratskim putem.

## Obrazovanje
- Sveučilište u Istočnom Sarajevu

## Vanjske poveznice
- Službena stranica